# Abdullah bin Nasser bin Abdullah Al Ahmed Al Thani
Abdullah bin Nasser bin Abdullah Al Ahmed Al Thani (in arabo لشيخ عبد الله بن ناصر بن عبد الله أحمد آل ثاني‎?; Doha, 13 febbraio 1967) è un imprenditore e dirigente sportivo qatariota.
È membro del Consiglio di Amministrazione della Doha Bank.

## Sport

### Calcio
Nel giugno 2010 lo sceicco Abdullah ha acquistato il Málaga da Lorenzo Sanz per un prezzo pari a 36 milioni di euro. Nella prima campagna acquisti vengono investiti circa 20 milioni di euro per il nuovo allenatore Jesualdo Ferreira. Il suo coinvolgimento in prima persona come presidente del Málaga avviene nel gennaio 2011, dopo il tentativo andato fallito dell'acquisto del club scozzese dei Rangers. Dopo una prima campagna acquisti in tono minore, lo sceicco conclude acquisti più onerosi per raggiungere in breve tempo la salvezza dopo una gestione di Jesualdo Ferreira non troppo convincente. Al posto dell'ex allenatore del Porto viene nominato nuovo tecnico Manuel Pellegrini, già allenatore di Villarreal e Real Madrid.
Gli investimenti invernali portano il nome di Júlio Baptista arrivato dalla Roma, Sergio Asenjo in prestito dall'Atletico Madrid, Enzo Maresca da poco svincolatosi dall'Olympiakos, e Martín Demichelis dal Bayern Monaco. Dopo la salvezza conquistata nel campionato precedente lo sceicco prova ad allestire una squadra che possa in breve tempo scalare le gerarchie del calcio spagnolo. Il Málaga mette a segno acquisti come Ruud van Nistelrooij e Joris Mathijsen dall'Amburgo, Joaquín e Isco dal Valencia, Nacho Monreal dall'Osasuna, Cazorla dal Villarreal, Diego Buonanotte dal River Plate e Jérémy Toulalan dal Lione per una spesa complessiva di 49 milioni di euro.
In questa stagione la squadra si piazza al 4º posto in classifica e si qualifica per la Champions League, ma il 29 luglio 2012 lo sceicco manifesta improvvisamente la volontà di lasciare il club, a causa di alcuni screzi con le istituzioni politiche spagnole. A causa della crisi societaria la squadra viene parzialmente smantellata con le cessioni di Rondón, Cazorla, Mathijsen e Maresca; tuttavia a fine mercato vengono acquistati, per la nuova stagione, Javier Saviola, Roque Santa Cruz e Oguchi Onyewu. La squadra esce ai quarti di finale della UEFA Champions League 2012-2013, eliminata dal Borussia Dortmund, e col 6º posto maturato nella Liga il club ottiene la qualificazione all'UEFA Europa League 2013-2014, poi annullata dalla UEFA per la violazione del fair play finanziario. La stagione seguente si piazza all'11º posto in classifica.

### Equitazione
Lo sceicco Abdullah è il vice presidente esecutivo del Consiglio di Amministrazione della Federazione Equestre del Qatar.